# Зигмунтув (Паб'яницький повіт)
Зигмунтув (пол. Zygmuntów) — село в Польщі, у гміні Лютомерськ Паб'яницького повіту Лодзинського воєводства.
Населення — 51 особа (2011).
У 1975-1998 роках село належало до Серадзького воєводства.

## Демографія
Демографічна структура станом на 31 березня 2011 року:
|          | Загалом | Допрацездатний вік | Працездатний вік | Постпрацездатний вік |
| -------- | ------- | ------------------ | ---------------- | -------------------- |
| Чоловіки | 25      | 3                  | 19               | 3                    |
| Жінки    | 26      | 4                  | 14               | 8                    |
| Разом    | 51      | 7                  | 33               | 11                   |